# Comté de Warren (Pennsylvanie)
Pour les articles homonymes, voir Comté de Warren.
Le comté de Warren (en anglais : Warren County) est un comté américain situé dans le nord-ouest de l'État de Pennsylvanie, à la frontière avec l'État de New York. Au recensement des États-Unis de 2010, il compte 41 815 habitants. Le siège du comté se situe à Warren. Son nom est un hommage à Joseph Warren.

## Histoire
Le comté est créé le 12 mars 1800, à partir des comtés d'Allegheny et de Lycoming. Il est attaché au comté de Crawford jusqu'en 1805, puis au comté de Venango, avant d'être finalement autonome en 1819.

## Démographie
| Groupe            | Comté de Warren | Pennsylvanie | États-Unis |
| ----------------- | --------------- | ------------ | ---------- |
| Blancs            | 94,1            | 73,5         | 58         |
| Latino-Américains | 1               | 8,1          | 19         |
| Afro-Américains   | 0,4             | 10,5         | 12,1       |
| Asiatiques        | 0,4             | 3,4          | 6,2        |
| Métis             | 4               | 3,3          | 4,1        |
| Autres            | 0,1             | 0,4          | 0,5        |
| Amérindiens       | 0,2             | 0,1          | 0,9        |
| Océano-américains | 0,01            | 0,02         | 0,2        |
| Total             | 100             | 100          | 100        |

## Comtés limitrophes
Les comtés limitrophes sont :
- Comté d'Erie (Pennsylvanie) au nord-ouest,
- Comté de Chautauqua (New York) au nord,
- Comté de Cattaraugus (New York) au nord-est,
- Comté de McKean (Pennsylvanie) à l'est,
- Comté de Forest (Pennsylvanie) au sud,
- Comté de Venango (Pennsylvanie) au sud-ouest,
- Comté de Crawford (Pennsylvanie) à l'ouest.

Le comté de Warren constitue le nord-ouest d'un quadripoint avec le comté d'Elk au sud-est.

## Galerie

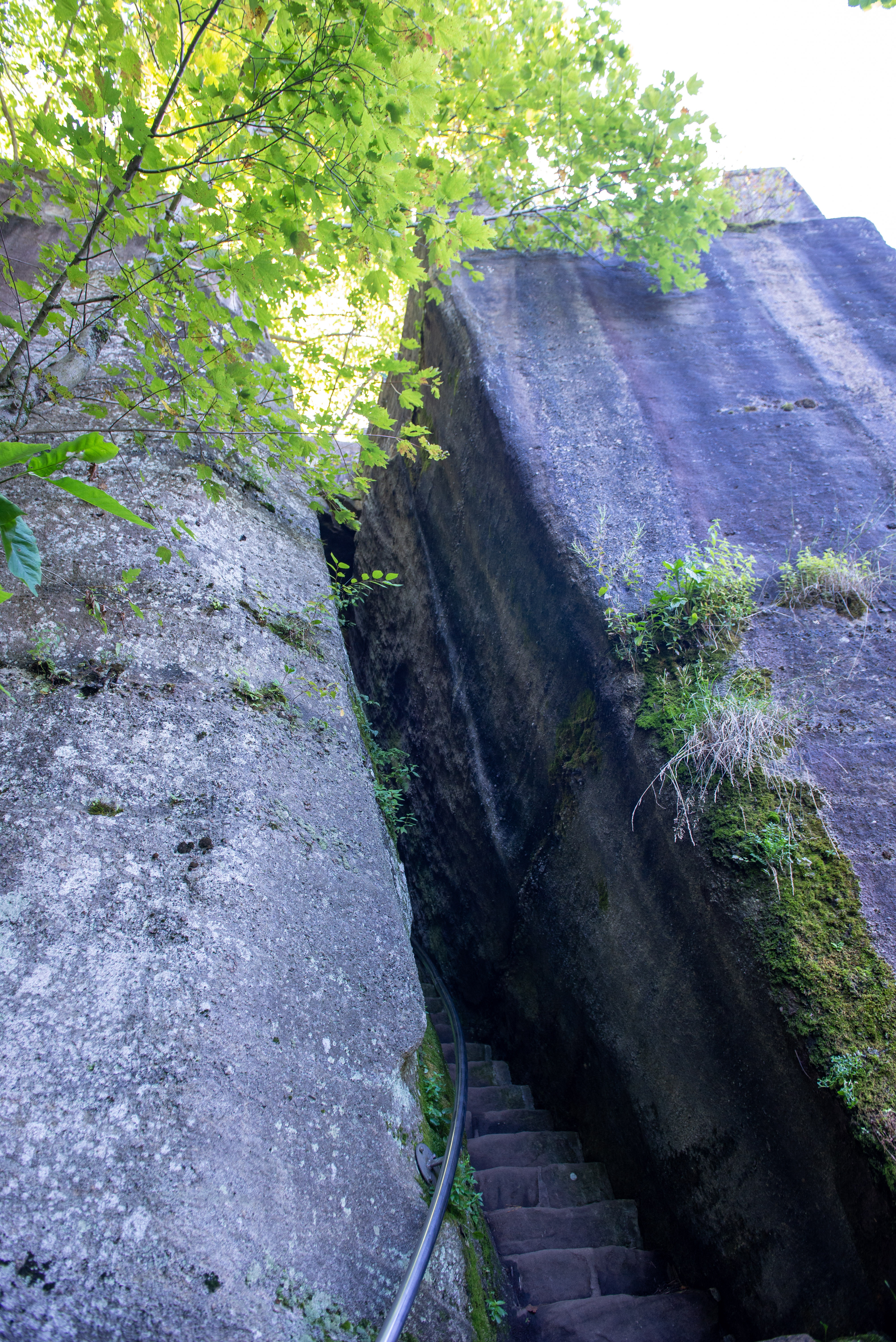
Passage du Rimrock Trail, sentier de randonnée de la vallée de l'Allegheny.
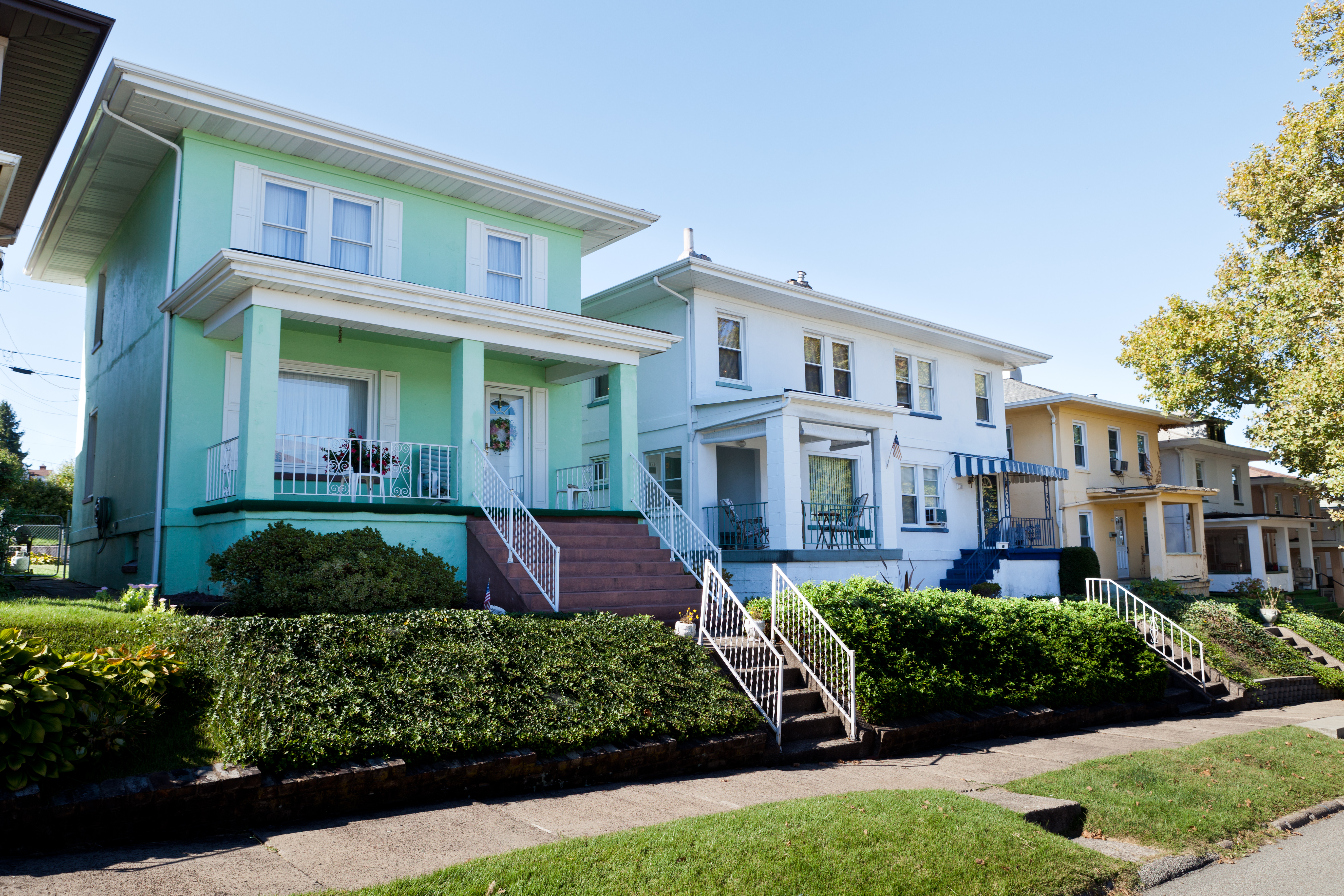
District historique de Cement City, à Donora.
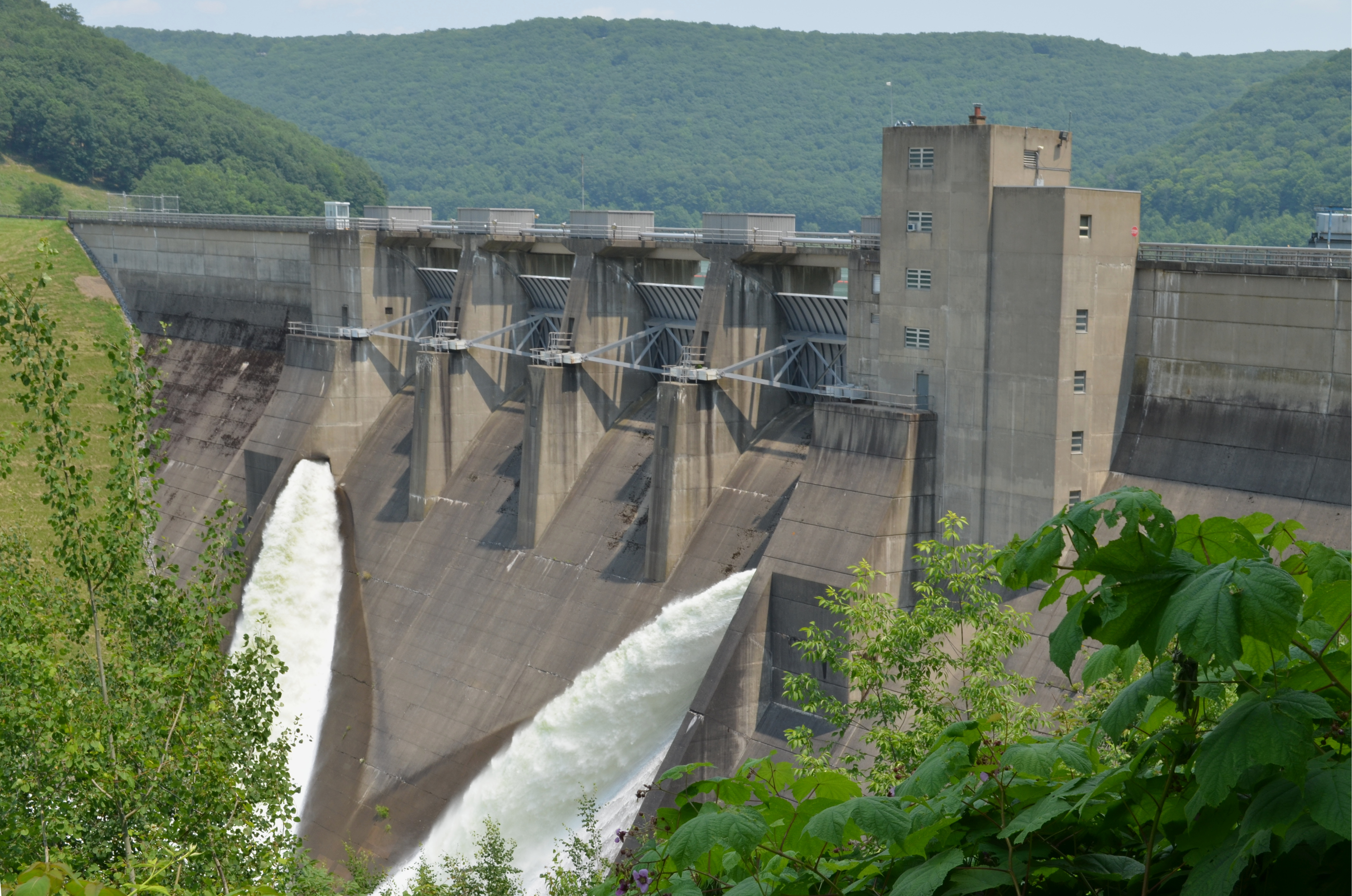
Le barrage Kinzua.
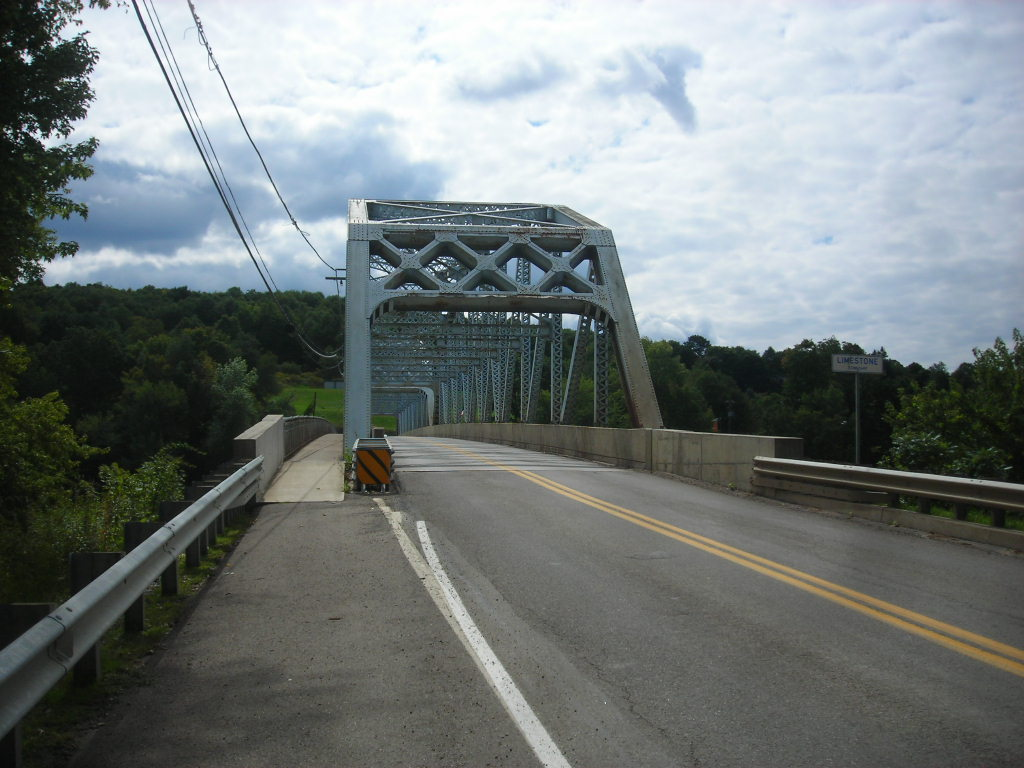
Pont de Tidioute.
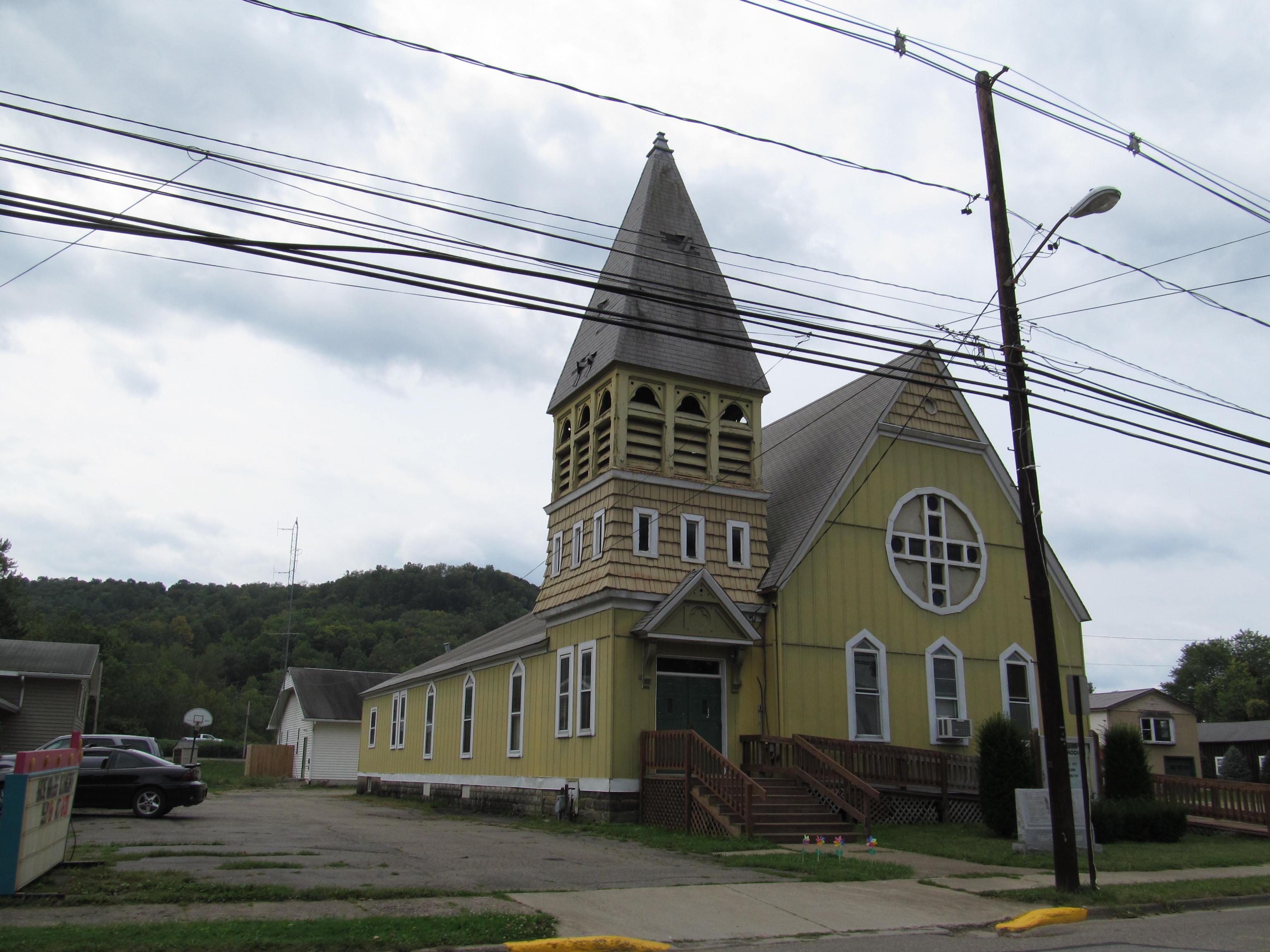
Église de Youngsville.